# Sergej Mitrofanovič Kovaljov
Sergej Mitrofanovič Kovaljov (rusky Сергей Митрофанович Ковалёв; 24. září 1923, Mohylevská oblast – 7. prosince 1990, Moskva) byl sovětský marxisticko-leninský filozof, doktor věd, profesor Akademie společenských věd při ÚV KSSS, redaktor časopisu Otázky míru a socialismu (Praha) v letech 1960-1965.

## Dílo
- Коммунистическое воспитание трудящихся. М., 1960
- О коммунистическом воспитании. М., 1966
- О человеке, его порабощении и освобождении. М., 1970
- Формирование социалистической личности. М., 1980
- Воспитание и самовоспитание. М., 1986
- Самовоспитание социалистической личности. М., 1986

Překlady do češtiny
- Autorský kolektiv: G.S. Arefjev, A.P. Butěnko, A.F. Zotov, V.Ž. Kelle, Alexandr Titarenko. Základy marxisticko-leninské filosofie. Učebnice pro střední stupeň stranického vzdělávání. Příprava vydání Celková redakce S.M. Kovaleva.; překlad Jiří Bauer, Jan Veselý. 4. vyd. Praha: Svoboda, 1977. 284 s.